# Miklos Gaál
Miklos Gaál (Espoo, 1974) est un artiste photographe finno-hongrois.